# 幻影袋鼠
幻影袋鼠（Phantom kangaroo）是指在澳大利亚以外区域出现的一系列大袋鼠（Kangaroo）与沙袋鼠（Wallaby）的目击事件。一个普遍的解释认为这些袋鼠是动物园或私人饲养逃脱的袋鼠，另一些人则认为这是集体歇斯底里（Mass hysteria）。

## 日本
- 2003年—2010年，日本宫城县（Miyagi Prefecture）大崎市真山地区出现一系列幻影袋鼠的目击报告。[2]据目击者的描述，袋鼠身高在3.3英尺（1米）左右，毛皮颜色从米黄色至黑色不等，有着闪亮的眼睛 。当地居民甚至因此开玩笑竖立了“袋鼠穿越”的警示牌。[3][4]

## 美国
- 1934年，美国田纳西州，出现了一个疑似袋鼠的奇怪动物，人们称它为"kangaroolike beast" ，它杀死並吞噬了几只鸭、鹅以及一只警犬和其它几只狗。一个搜索队伍追踪动物的踪迹，直到一个洞穴处，但没能找到这只野兽。[5]

- 1957年到1967年，美国明尼苏达州库恩拉皮兹（Coon Rapids）出现了多起幻影袋鼠的目击报告，人们将其称之为Big Bunny。[6]

- 1958年，美国内布拉斯加州格兰德艾兰（Grand Island）普拉特河（Platte River），目击者Charles Wetzel 看见一只袋鼠在追逐他的狗。

- 1972年，美国威斯康星州，一只如同狼人般的袋鼠袭击了一匹马，并造成了30英寸（76厘米）的伤口。

- 1974年10月18日，美国伊利諾州芝加哥（Chicago），一名男子报告说发现了一只5英尺（1.5米）的袋鼠，巡逻警察Byrne和Ciagi将这只袋鼠逼入了一条小巷并试图抓住它。但袋鼠开始尖叫，并与两名警察发生格斗，最后袋鼠踢伤了Ciagi的胫骨并逃脱。之后一名报童目击到幻影袋鼠，双方距离只有几英尺远。

- 1974年10月23日，美国伊利諾州芝加哥席勒伍兹（Schiller Woods），一名目击者看见幻影袋鼠，次日晚，再度有目击传出。

- 1975年7月，美国迪凯特（Decatur），Rosemary Hopwood女士目击到一只幻影袋鼠，她开始以为是一只狗，但又看了一下，确认这是一只袋鼠。3天后，一些匿名目击者也报告说看见幻影袋鼠。[7]

- 1980年，美国加利福尼亚州旧金山金門大桥出现幻影袋鼠的踪迹。[8]

- 1981年8月31日，美国一名司机（姓名未知）撞死了一只幻影袋鼠，但该消息无法证实，因为后来调查者并没有找到袋鼠尸体与司机。[9]

- 2013年，据The Ridgefield Press报道，目击者Lechner在美国纽约北塞勒姆（North Salem）里奇菲尔德（Ridgefield）目击到一只幻影袋鼠。据Lechner表示，他曾在目击地点一带见过鹿、浣熊等野生动物，但从未见过袋鼠。另据报道，目击地点附近一带有数人在饲养小袋鼠（wallabies）当作宠物。[10]

## 理论

### 逃匿袋鼠
动物园与私人饲养者的袋鼠逃脱后于合适的区域建立了繁衍种群。

### 动物误判
在视线受阻情况下，将白尾鹿或野狗的头部与耳朵误判为袋鼠的一部分。

### 古代物种
有理论认为幻影袋鼠是已灭绝的有袋动物Ekaltadeta。

### 新种物种
一个未被人类发现的新种食肉袋鼠。

### 狂犬病感染
感染狂犬病的动物会极具攻击性，可以解释袋鼠攻击其它生物的理由。